# Beddington
Beddington város az USA Maine államában, Washington megyében. Lakosainak száma 60 fő (2020. április 1.).

## Népesség
A település népességének változása:

| 2010 | 50 |
| 2020 | 60 |